# ロックマン&フォルテ
『ロックマン&フォルテ』（ロックマン アンド フォルテ、ROCKMAN & FORTE）は、1998年4月24日に日本のカプコンから発売されたスーパーファミコン用横スクロールアクションゲーム。

## 概要
同社の『ロックマンシリーズ』の番外編となる作品。主人公のロックマンおよびフォルテを操作し、Dr.ワイリーの城を占拠したロボット軍団「キング」による世界征服を阻止することを目的としたストーリー。PlayStationおよびセガサターン用ソフトとして発売された『ロックマン8 メタルヒーローズ』（1996年）から敵キャラクターやステージ構成を流用している。
開発はカプコン第二制作部が行い、『ロックマンシリーズ』が急ピッチでスーパーファミコンから他機種に移行してしまったことに対する「お詫び」として製作された。開発には『ロックマンシリーズ』を多数手掛けているスタッフが参加しており、プロデューサーは稲船敬二、音楽は堀山俊彦および水田直志、海田明里、ボスキャラクターのデザインは漫画家の有賀ヒトシおよび岩本佳浩、出月こーじが担当している。結果的に本作がカプコンから発売された最後のスーパーファミコン用ソフトとなった。
1999年には本作の設定のみを継承したワンダースワン用ソフト『ロックマン&フォルテ 未来からの挑戦者』がバンダイから発売され、2002年には本作の正当な移植作となるゲームボーイアドバンス版が発売された。ゲームボーイアドバンス版は2015年にWii U用ソフトとしてバーチャルコンソールにて配信された。

## ゲーム内容

### システム
ゲーム開始時に、アクションや攻撃などの性能が異なるロックマンとフォルテのどちらでプレイするかを選択できるのが本作の特徴（ゲーム途中での変更は不可）で、デモでの会話内容なども選択したキャラクターによって一部変化する。それ以外にも、各ステージに計100枚存在するCDを集めると、これまでのシリーズに登場したキャラクターのプロフィールが閲覧できる「データベース」といった要素が存在する。
ステージ構成は、ナンバリング作品とはやや異なる本作独自のものとなっており、オープニングステージ、前半3つ・後半5つに分かれている8つの選択ステージ、従来作に存在しない特殊な「クリスタルゲート」ステージ、一定の順番に進めていくキングステージ（3ステージ）の、計13ステージが存在。
- オープニングステージクリア直後に選択できるステージは3つで、それらをクリアする毎に後半5ステージの内3つが選択可能になる（選択可能になるステージは一部で重複する）。5つの後半ステージの1つでもクリアすると、クリスタルゲートステージが選択可能になる。
- クリスタルゲートは、ボスも含め敵が一切登場しないステージで（スタート地点に戻れば任意のタイミングでクリアできる）、そこに存在する8種類のクリスタルを全て破壊することでキングステージが選択可能となる。クリスタルはいずれも対応する特殊武器でないと破壊不可能のため、必然的にナンバリング作品と同様、8つの選択ステージをすべてクリアしないとキングステージへ進めないようになっている。

最終ステージのボスラッシュは、プレイヤーが任意の順番でボスと戦える2作目以降の形式ではなく、ステージの道中に固定の順番でボスが配置されている『ロックマン』および『ロックマンX』を踏襲した形式に戻っている。
また、ナンバリング作品ではないものの、『9』のエンディングにて過去作品のDr.ワイリーの土下座シーンが一挙に登場する際、ナンバリング作品と共に本作の土下座シーンも登場している。

### 特殊武器

#### ボスの特殊武器
ロックマン・フォルテ共に性能は同一だが、テングブレードを除いて爆発などのエフェクトと特殊武器装備時のボディカラーが異なる。
ライトニングボルト（Lightning Bolt） - ダイナモマンを撃破 - 消費エネルギー（5）
変則的な画面全体攻撃。ポーズを構え、画面内に連続で4回、高圧電流を放電させる。発動中はその場に留まり終了まで無敵になるため、緊急回避にも利用できる。一部のブロックを破壊可能な他、発動中は暗い部屋全体を明るく照らすことができる。

アイスウォール（Ice Wall） - コールドマンを撃破 - 消費エネルギー（3）
目の前に氷の柱を出現させる。柱は上に乗ることで足場として使用することが可能。また、柱に側面から接触すると地面に沿って滑り出し、壁に衝突すると跳ね返る。水中では出現後、水面へ浮上していく。攻撃判定が連続で発生するため攻撃力が高く、ほとんどのザコ敵を一撃で倒せるほか、敵弾や一部の罠を防ぐ盾としても機能する。時間の経過、壁への衝突、敵や敵弾への接触によって耐久力が減少（徐々にひび割れてくる）し、やがて消滅する。
氷柱の出現中はロックマン、フォルテ共にロックマンのノーマルショットと同等のショット攻撃が可能。

スプレッドドリル（Spread Drill） - グランドマンを撃破 - 消費エネルギー（2）
前方に大型ドリルを発射する。敵や地形を貫通し、一部のブロックを破壊可能。ドリルは出現中、任意のタイミングでショットボタンを押すことで、中型ドリル2本→小型ドリル4本と、2回まで樹形図のように分裂させることが可能で、縦方向に広い攻撃範囲を持つ。分裂後はドリル一つあたりの攻撃力は低下する。なお、ドリルを大型のまま分裂させずに飛ばした場合、放物線を描いて落下していく。

リモートマイン（Remote Mine） - パイレーツマンを撃破 - 消費エネルギー（3）
一部のブロックを破壊可能な、リモコン式の機雷を発射する。機雷は発射後、上下方向に軌道を自由に操作でき、敵や地形に触れるとそこに吸着する。発射しただけでは攻撃力はなく、任意のタイミングで再度ショットボタンを押して起爆させることでダメージを与える。爆風は一定時間発生し続け、その間常に攻撃判定が存在するため、無敵時間のない敵に対しては絶大な威力を発揮する。

ウェーブバーナー（Wave Burner） - バーナーマンを撃破 - 消費エネルギー（2）
ワイパー状に上下に波打つ火炎を、ボタンを押している間放射し続ける。射程は短いが一部のブロックを破壊可能な他、導火線のついたブロックに点火したり、暗い部屋を自分の周囲だけ明るく照らすこともできる。水中ではダメージは与えられない（一部の敵を除く）が、特定の敵や障害物を押し退ける水流を発生させる。
設定によると、炎の発生にはキングが発見した謎のガスを利用している。

マジックカード（Magic Card） - マジックマンを撃破 - 消費エネルギー（0.5）
一定距離進んだ所で手元に戻ってくるカードを発射する。2連射まで可能。敵や地形を貫通するほか、これで敵を倒すと特定のアイテムのみを中確率で落とすようになる。正面・真上の2方向に撃ち分けが可能で、カードが戻ってくる途中に存在するアイテムに接触すると、そのアイテムを手繰り寄せることも可能。攻撃力が低い分消費エネルギーは少なく、ロックマンの場合は死角となる上方向に攻撃できる武器、フォルテの場合は地形を貫通する武器として、それぞれの初期装備の欠点を補うことが可能。

テングブレード（Tengu Blade） - テングマンを撃破 - 消費エネルギー（2）
腕を振って目の前に真空の刃を発生させ、それと同時に正面に刃状の衝撃波を発射する。衝撃波は壁に接触すると逆放物線の軌道を描きながら4回まで反射する。また、この武器を装備中はスライディング・ダッシュが衝撃波を伴った「ダッシュ斬り」となり、攻撃判定と無敵時間が付加されるようになる。攻撃力は手元の真空刃が最も高く、次いでダッシュ斬り、衝撃波の順となる。

コピービジョン（Copy Vision） - アストロマンを撃破 - 消費エネルギー（3）
その場に一定時間、正面にショットを連射し続けるホログラムを出現させる。ホログラムには当たり判定が無く、出現している間は敵の攻撃がホログラムに集中するようになる。また、任意のタイミングでホログラムを解除可能。
発動中はロックマン、フォルテ共にロックマンのノーマルショットと同等のショット攻撃が可能。

#### その他の特殊武器
いずれもネジを集めることでライトットが開発してくれる。
ラッシュサーチ（Rush Search） - 消費エネルギー（3）
ロックマン専用。ラッシュが登場し、地中からアイテムを掘り出す。『7』の「サーチラッシュ」とほぼ同等。

エディ（Eddie） - 消費エネルギー（-）
ロックマン専用。エディが登場し、ランダムでアイテムを運んでくる。本作は『8』同様、E缶やW缶などのストック式の回復アイテムが存在しないので、任意のタイミングでエネルギーの回復ができる唯一の手段となる。

ビート（Beat） - 消費エネルギー（-）
ロックマン専用。ビートがバリアを運びながら登場し、ロックマンの真下にバリアを落としていく。バリアに包まれている間は無敵（被ダメージ時には武器エネルギーがライフの代わりに消耗する）。攻撃はチャージ不可のバスターになる。

ゴスペルブースト（Gospel Boost） - 消費エネルギー（-）
フォルテ専用。ゴスペルを呼び出して合体し、自由に空を飛べるようになる。呼び出してから合体が完了するまでは画面が停止するため、隙は無い。
合体中はショットが前方へ3方向同時に発射されるようになるが、一部のボスには効かず、連射力は低下する。時間と共にエネルギーを消費し、エネルギーを使い果たすと強制的に解除される。

## ストーリー
ロックマンとの戦いに敗れ、そのまま行方不明となっていたワイリーは、またも野望成就のための再起を狙い、拠点となる新たな城を建設していた。だがその城を、謎のロボット・キングが占領。彼もワイリーと同じく世界征服を企む存在であり、博物館からロボットのデータを盗み出し、自らの軍隊を編成。
新たなる敵に立ち向かうため、ロックマンとそのライバルであるフォルテは協力して、その調査に乗り出した。

## 登場キャラクター

### メインキャラクター
DRN.001 ロックマン（Rockman）
従来通り、攻撃面ではボタンを押し続けることで2段階に威力・攻撃判定が高まるチャージショットが可能なロックバスター、移動面ではスライディングが使用可能で、高速移動の他、打点の高い敵弾を回避したり、狭い通路をくぐることもできる。また、サポートアイテムがフォルテよりも充実している。

SWN.001 フォルテ（Forte）
2段ジャンプやダッシュ及びダッシュジャンプが可能（2段ジャンプはダッシュジャンプ後も可能）なため機動力が高く、ロックマンでは届かない高い場所へ移動可能。ただしダッシュはロックマンに比べて姿勢が高く当たり判定が大きいため、狭い通路をくぐり抜けることはできない。また特殊武器を含む攻撃の発射モーション中は移動ができない（ジャンプによる移動は可能）。
ショットはロックマンのようなチャージ方式ではなく、ボタンを押し続けている間は常に弾を連射するフルオート方式の「フォルテバスター」となっており、真下を除く7方向に撃ち分けることが可能だが壁などには貫通しない。無敵状態になることが無いザコには連続でダメージを与えられる反面、単発の威力は低いためボスには大ダメージを与えにくい性能となっている。

DRN.002 ロール（Roll）
パーツアイテムの「トランシーバー」を使用することで様々なアドバイスをしてくれる。話す内容はロックマン・フォルテ共に同一。

DRN.000 ブルース（Blues）

Dr.ライト（Dr. Right）
CDのコレクト画面でコメントをくれる。

ライトット（Rightot）
集めたネジからパワーアップアイテムを開発してくれる。

キング（King）
長所：演説が上手い / 短所：人間を信じない / 好き：チェス / 嫌い：全人類
突如現れた黄金のロボット。ロボットだけの世界を作ろうと企み、博物館や研究所から盗み出したロボットのデータを利用して軍団を結成。Dr.ワイリーの城を占拠した。ロボットの王としての誇りを持ち、たとえ敵であっても同じロボットが壊れるところは見たがらない。チェスをやらせれば勝てる人物はいないほどの腕前の持ち主。対戦相手がいなくて困っていると言う。長柄の斧を主力武器としており、あらゆる攻撃を吸収し、エネルギー波として跳ね返す盾も装備している。ベルトからX型の光線を発射することや、頭部から反射レーザーを放つことも可能。オープニングステージではブルースを一撃で戦闘不能に追い込んでいる。
製作者はワイリーであり、キングの口からその旨が語られた後、ワイリーにより洗脳レベルが強化され、キングタンク・キングプレーンの合体メカ戦に移行する。ワイリーマシーン戦で「造ってやった恩を忘れおって」「ロックマンのお陰で研究所が取り戻せた」とワイリーが語っていることから、実際にワイリーは寝首を掻かれたことが読み取れる。
フォルテのエンディングでは、自身の最高傑作であるはずのフォルテがいつまでもロックマンを倒せないことに業を煮やしたワイリーが「フォルテより強いロボットを作れるのでは?」と思い立ってキングを製作したという経緯が語られる。ワイリーは「キングを倒すとは、やはりお前が最強じゃ」と言い訳じみたことを述べた後、キング2世を制作してフォルテとのコンビを組ませる構想があることを語ったが、ブルースによって設計図を破壊されている。
フォルテのエンディングでは生死不明だが、ロックマンのエンディングでは生存が判明し、「贖罪の旅に出る」とロックマンに手紙を送っている。
出月こーじによるコミカライズ版でもワイリーが作ったロボットだが、こちらでは資金不足から開発を途中で凍結し、そのまま忘れ去られてしまっていた。その後、作りかけで放置された悲しみから自力で自分を完成させ、反乱を起こしたと設定されている。

Dr.ワイリー（Dr. Wily）
漫画版では最後まで協力者である。それぞれ立場が異なる。

### ボスキャラクター

#### 本作オリジナルのボスキャラクター
テングマン、アストロマンを除く6体はKGN（キングナンバーズ）と呼ばれる。
KGN.001 ダイナモマン（Dynamoman）
長所：正直 / 短所：疑い深い / 好き：自家発電 / 嫌い：人付き合い
元は発電所へ見学に来た子供達を案内するロボットだったが、キングによって戦闘用に改造された。無理な改造に耐え切れず、常に電気を撒き散らしているため人々から敬遠され、子供嫌いで疑り深い性格になった。無理な改造を後悔している。
強力な発電機を最大活用して画面全域に雷を落とす特殊武器「ライトニングボルト」のほか、時間差でこちらに向かって飛ぶ電撃弾や3段階の高度で飛ぶダイナモなどを発射してくる。また、ライフエネルギーが半分以下になると天井から充電器を呼び出して回復をする。回復する速度は緩やかだが、充電器を破壊しない限り最大まで回復し続ける。
『7』以降の作品では珍しく、弱点となる特殊武器を受けても全くリアクションをしない。
有賀ヒトシのデザインであり、デザイン段階では「コイルマン」という名前だった。

KGN.002 コールドマン（Coldman）
長所：のんびりしている / 短所：頭が鈍い / 好き：かき氷 / 嫌い：エルニーニョ
Dr.ライトの研究所にあった恐竜のDNAサンプルを冷凍保存する巨大冷凍庫をキングが奪い改造、守衛ロボットにした。自分の体型にコンプレックスを持っていたが、今ではその防御性能を誇りに思っている。体内温度は-273.15℃で、その低温のためにAIであるICチップの働きが鈍い。
壁状の氷の塊を発生させる特殊武器「アイスウォール」や地面から発する冷気攻撃の他に、体力が半分以下になると雲状のメカ「モクモクモ」を定期的に射出しながら戦う。
出月こーじのデザインであり、デザイン段階では「フリーザーマン」という名前だった。漫画版ではライトの研究所にあった巨大冷凍庫の設定がカットされたが、倒された後はライトの家（に居候したワイリー）の冷凍庫となった。

KGN.003 グランドマン（Groundman）
長所：深読みする所 / 短所：無口、無愛想 / 好き：レアな物 / 嫌い：地下水
キングが開発した遺跡発掘用ロボット。軍団の中で最もパワーがある。仕事熱心で、掘り始めたらやめろと言われるまで掘り続ける。一人孤独にトンネルを掘っているのが好きという、暗い性格の持ち主。その一方で自分が発掘した財宝を着服しているという噂がある。
特殊武器「スプレッドドリル」は、射出後に2個、4個と分裂させることが可能な貫通性のドリル形ミサイル。ドリルタンクに変形可能で、この状態では弱点武器を含む一切の攻撃を受け付けない。地面や天井に潜りながら移動し、天井からは大型のドリルマシンで突き刺してくる。
岩本佳浩のデザインであり、発売前に『ボンボン』にて『ロックマン4』で既出のボス「ドリルマン」の名で紹介されたが、後に岩本は「ドリルマン」の存在は承知しており、名前をつけずに提出してしまったために誌上でこの名前で掲載されてしまった旨を語っている。

KGN.004 パイレーツマン（Pirateman）
長所：怖いもの知らず / 短所：乱暴者 / 好き：儲け話 / 嫌い：正々堂々
航海中の貨物船を襲撃するために造られた海賊の船長の姿をしたロボット。任務のためなら手段を選ばない冷酷な性格の持ち主。今回の騒動と同時期に発生した、海上での襲撃事件は彼の仕業だと推測されている。部屋には財宝を溜め込んでいる。海の平和を守るためにパトロールをしているダイブマンをライバル視しており、ダイブマンからは苦手に思われている。
遠隔操作が可能な吸着機雷「リモートマイン」が特殊武器。水中戦に長け、部屋の水位を自在に操りながら自身を泡に包んだ回転突撃やリモートマインを仕掛けてくる。
出月こーじのデザインであり、名称もそのまま採用された。そのせいもあってかコミック版において正式名称発表以前に唯一、キングから名指しで呼ばれていた。

KGN.005 バーナーマン（Burnerman）
長所：信じる心 / 短所：焼き餅焼き / 好き：地球温暖化 / 嫌い：自爆装置
火炎放射器を内蔵した環境破壊ロボット。自然を焼き尽くすようにキングに命令されている。「一日一つのジャングルを焼かないと自爆装置が起動する」というキングの嘘を信じ、特殊武器「ウェーブバーナー」でひたすらジャングルを焼却し続けている（そのためか彼は自爆装置を嫌っている）。
高速突進や大ジャンプからの急降下の他、ウェーブバーナーでこちらの攻撃をかき消しつつ徐々に距離を詰めてくる。また、手榴弾や足止め用のトラバサミなどの武器も使用する。なお、ボス部屋は両端の床が針トラップになっている。
有賀ヒトシのデザインであり、デザイン段階では「ブラストマン」という名前だった。

KGN.006 マジックマン（Magicman）
長所：努力家 / 短所：見せたがり / 好き：拍手、歓声 / 嫌い：種明かし
元々慰安サーカス団のメンバーだったロボット。「目立ちたかったから」という理由で軍団入りを志願した。新作手品の研究に余力を惜しまない努力家だが、手品を披露する度に仲間からはうんざりされている。
特殊武器「マジックカード」でこちらの体力を奪い自分の体力を回復する他、ハトの出てくるボール、ロンパーズ（ザコ敵）の出てくる弾を放って攻撃してくる。
岩本佳浩のデザインであり、デザイン段階では「マジシャンマン」という名前だった。

#### 『ロックマン8』に登場したボスキャラクター
DWN.057 テングマン（Tenguman）
前回負けた借りを返すべくキング軍に志願した。外見は変わらないが、キング軍での再改造により、接近戦にも強くなった。
入手できる特殊武器が『8』の「トルネードホールド」から真空波で相手を切り裂く「テングブレード」に変更され、空中を浮遊しながらトルネードホールドやテングブレードを放つほか、高速飛行で突進を仕掛けてくる。『8』と同じく、ボス部屋の両端には床が存在しない。
漫画版でも『8』で倒されたテングマンを復活させた姿として登場するが、『8』の終盤にキングが登場するため、テングマンも終盤に登場する。

DWN.058 アストロマン（Astroman）
厳密にはオリジナルではなく、キングが博物館から奪ったデータを元に復元したもの。異次元を作り出すという特性を最大限に活用して攻撃するようにプログラムし直された。
テングマンと同じく特殊武器が「アストロクラッシュ」からホログラムを作り出す「コピービジョン」に変更され、作り出したホログラムで本体と共に攻撃を繰り出すほか、地面に発生させた空間の穴から敵を召喚する。耐久力も大幅に向上しており、弱点武器を使用しても少量のダメージしか与えられない（ただしひるませたり、ホログラムを消すことはできる）。
漫画版では『8』で戦いが怖くなって逃亡したオリジナルのアストロマン自身であるとされている。

#### その他のボスキャラクター
グリーンデビル（Green Devil）
オープニングステージのボス。ゼリー状の本体の内部に弱点の眼を隠し、体の一部を放出して攻撃してくる。元の『ロックマン8』に登場したのと比較すると、分裂や移動を行わず、弱点の耐久力も低いなど大きく弱体化されている。

アテテミーノ・プロト（Atete-Mino・Proto）
キングステージ1のボス。『8』に登場した「アテテミーノ」よりも大型で、また上下逆さまに吊り下がっている。サル型のロボット「モンキングA」と共に、ロックマン（フォルテ）を迎え撃つ。リフトに乗って天秤のように本体を吊り上げることで、弱点の頭を攻撃できるが、長くリフトに乗ったままだと自キャラが溶岩に落ち、ミスになってしまう。

キングタンク（King Tank）
キングステージ2の最初のボス。キングの操る巨大戦車型メカ。上部には爆弾発射口、前部にはガトリング砲を装備し、後輪部にはザコ敵・ロンパーズを格納している。装甲も厚く、それでいて突進可能など機動力も高い。敵の攻撃箇所とキャタピラーが弱点になっている。
なお、この戦いではボスのライフゲージが存在しない。

キングプレーン（King Plane）
キングステージ2の2番目のボス。キングの操る巨大飛行メカ。強制スクロールで進む空中を、小さな足場を飛び移りながら戦うこととなる。胸部には高出力のレーザー砲を内蔵する。その攻撃範囲は前方全てに及び、発射前に発射口を攻撃する以外に回避方法はない。下部からはアイテムを包んだ泡を発射する。中にはロックマン（フォルテ）に有利に働くものもあるが、閃光弾の入ったものに触れると画面全体が光に包まれ、視界が遮られる。他、足場をも破壊するロケットパンチも発射する。
キングタンク同様、ライフゲージが存在しない。

ジェットキングロボ（Jet King Robot）
キングステージ2の最後に戦うボス。キングタンク、キングプレーンが合体し、キング自らが搭乗する巨大ロボット。キングタンクの爆弾、キングプレーンの高出力レーザーを併用して攻撃する。突進やホーミング弾も使用する。
以上、キングステージ2はキングタンク、キングプレーン、キング、ジェットキングロボと4体がのボス待ち受ける厳しいステージ構成となっている（特にキングとジェットキングロボはアイテム補給などのない連戦となる）。

ワイリーマシン（Wily Machine）
最終ステージのボス。ワイリーが操縦するマシン。体当たり、エネルギー球、プレス攻撃、ミサイル、バウンドするノコギリ、広範囲レーザーと多彩な攻撃法を持つ。本体が破壊されてもワイリーUFOが機能する。

## 移植版
| No. | タイトル            | 発売日                      | 対応機種               | 開発元             | 発売元   | メディア                              | 型式         | 備考                           | 出典        |
| --- | ------------------- | --------------------------- | ---------------------- | ------------------ | -------- | ------------------------------------- | ------------ | ------------------------------ | ----------- |
| 1   | ロックマン&フォルテ | 2002年8月10日 2003年3月11日 | ゲームボーイアドバンス | カプコン第三開発部 | カプコン | 64メガビットロムカセット              | AGB-AFCJ-JPN |                                | [ 4 ]       |
| 2   | ロックマン&フォルテ | 2015年2月18日 2015年5月7日  | Wii U                  | カプコン第二制作部 | カプコン | ダウンロード （バーチャルコンソール） | -            | ゲームボーイアドバンス版の移植 | [ 5 ] [ 6 ] |

ゲームボーイアドバンス版
ロックマンシリーズ15周年記念作品の一つ。ハードウェアの性能に伴う変更点は存在するが、ゲーム内容そのものは完全移植である。2015年2月19日より、Wii Uバーチャルコンソールで配信開始。
- GBAのモニターの縦幅がSFCの画面出力より狭いため、画面上下がカットされて表示される。そのため一部の敵が見えにくいなど難易度が高まっている。グランドマンの一部の攻撃で画面が上下にスクロールするなど、この仕様に対応した変更点もある。
- ボタンが減ったことでフォルテのダッシュが十字キー入力のみになった。
- 中断セーブが導入されており、ステージの途中で本体の電源を切っても、一度だけ中断セーブ地点から再開可能。

## 開発
前作『ロックマン8 メタルヒーローズ』（1996年）において、『ロックマン7 宿命の対決!』（1995年）から急ピッチでPlayStationやセガサターンにハードを乗り換えたことに対する、「スーパーファミコンのユーザーへのお詫び」として製作された作品。結果的に、カプコンから（移植作を除いて）最後に販売したスーパーファミコン用ソフトとなった。キャラクターのグラフィックパターンは『8』に準じており、ゲームの進行をパスワードではなくセーブで保存する点も同様だが、声やアニメーションはなく、SEも同じプラットフォームである『7』のものが用いられている（一部新規のSEも存在）。また、パワーアップパーツを開発できる「ネジ」も、入手できる数が決まっている『8』から、特に上限のない『7』の仕様に戻っている。
「今更SFCで出すくらいなんだから」という理由から、難易度はシリーズ中でも比較的高く調整されており、全体的に敵の攻撃力が高い、特殊武器の消費エネルギーが大きい、敵を倒してもライフエネルギーはなかなか出てこないなどの特徴がある。これらはパーツ開発によって基本性能を高めることで、ある程度難易度の調整は可能。稲船いわくタイトル名は「プロデュース色の強いタイトル」だという。
ボスキャラクターのデザインは『8』から再登場の2体を除き、講談社『コミックボンボン』誌上でロックマンシリーズのコミック作品を手がけた有賀ヒトシ、岩本佳浩、出月こーじが担当した。またSFC版のパッケージには有賀の描き下ろしたイラストが使用された。GBA版はカプコンの日暮竜二が新たに描き下ろしたパッケージイラストとなっている。

## 音楽
コマーシャルソング
- 「微熱」

作詞：冴木裕志 / 作曲：石井ヒトシ / 編曲：神長弘一、BEREEVE / 歌：BEREEVE

## スタッフ
- プロデューサー：稲船敬二
- 企画：はやと&フレンダー（鶴逸人）、竹村学
- オブジェクト・デザイナー：橋永智幸、浅野鉄平、すげのともあき、橋本祐介、藤澤毅
- ボスキャラクター・オリジナル・デザイナー：有賀ヒトシ、岩本佳浩、出月こーじ
- スクロール・デザイナー：にしおかけいこ、ひらみえいと、こうやまあき、しみずなつこ
- プログラマー：マキシマムしん（生田真也）、しみたん（清水睦民）、桑名正
- サウンド・デザイナー：きりきりちゃん（堀山俊彦）、水田直志、海田明里
- タイトル・デザイナー：うかびん（鵜飼敏）
- パブリッシング・デザイナー：石川ヒデキ
- スペシャル・サンクス：遠藤充、松江一樹、ノッツマン（野津昭弘）、木嶋美紀、ばんどうえりこ、吉岡真弓、川鍋由紀子、末吉英了、小島千徳、あきはまかずゆき
- ゼネラル・プロデューサー：船水紀孝
- エグゼクティブ・プロデューサー：岡本吉起

## 評価
ゲーム誌『ファミ通』の「クロスレビュー」において、スーパーファミコン版は合計24点（満40点）、ゲームボーイアドバンス版は合計26点（満40点）となっている。